# Crudaria
Crudaria (лат.) — род бабочек-голубянок из подсемейства Aphnaeinae (Lycaenidae). Южная Африка.

## Описание
Описано 3 вида. Мирмекофильные бабочки среднего размера (размах крыльев от 20 до 34 миллиметров).
Заднее крыло заканчивается коротким тонким хвостом в заднем углу. Верхняя сторона сплошная серо-коричневая, нижняя светло-серо-коричневая с белыми и несколькими чёрными пятнами. Ассоциированы с муравьями рода Anoplolepis, в гнёздах которых живут их гусеницы и происходит окукливание. Гусеницы питаются растениями Acacia spp. и Zygophyllum (Zygophyllaceae). Род Crudaria был впервые выделен в 1875 году шведским энтомологом Хансом Валленгреном (1823—1894) для типового вида Arhopala leroma. Таксон включают в подсемейство Aphnaeinae (или трибу Aphnaeini в составе подсемейства хвостатки, Theclinae).
- Crudaria capensis van Son, 1956
- Crudaria leroma (Wallengren, 1857)
- Crudaria wykehami Dickson, 1983[5]